# Associazione Sportiva Drepanum 1946-1947
Questa pagina raccoglie i dati riguardanti l'Associazione Sportiva Drepanum nelle competizioni ufficiali della stagione 1946-1947.

## Stagione
Il 20 giugno del 1946 nasce la A.S. Drepanum (che è il nome latino di Trapani) per volontà del presidente Franco Adragna.
Nella stagione 1946-1947 la Drepanum Trapani disputò il campionato di Serie C, raggiungendo il 10º posto e venendo quindi retrocesso. In seguito la Villese si manifestò rinunciataria per difficoltà economiche a fine stagione e venne quindi iscritta nella Prima Divisione Calabrese. La Drepanum venne ripescata in sua vece in quanto finanziariamente solida.

## Divise
I colori sociali della Drepanum Trapani sono il granata ed il nero.
| Casa | Trasferta |

## Organigramma societario
Area direttiva
- Presidente: Franco Adragna
- Presidente onorario: Ignazio Pappalardo
- Vice presidente: Salvatore Bruno

Area organizzativa
- Segretario generale: Giuseppe Fodale
- Economo: Giuseppe Valenti

Area tecnica
- Delegato tecnico: Giacomo Basciano
- Allenatore: Gino Pipitone
- Allenatore in seconda: Paride Palmeri

## Rosa
| N. |                   | Ruolo | Calciatore          |
| -- | ----------------- | ----- | ------------------- |
|    | Italia (bandiera) | P     | Antonino Coccellato |
|    | Italia (bandiera) | D     | Arturo Morano       |
|    | Italia (bandiera) | D     | Torre               |
|    | Italia (bandiera) | D     | Simone Lombardo     |
|    | Italia (bandiera) | D     | Raimondo Massa      |
|    | Italia (bandiera) | D     | Bonazza             |
|    | Italia (bandiera) | C     | Bonomo Costanzo     |
|    | Italia (bandiera) | C     | Li Causi            |
|    | Italia (bandiera) | A     | Papi                |
|    | Italia (bandiera) | A     | Gino Pipitone       |
|    | Italia (bandiera) | A     | Pepi Giannitrapani  |

| N. |                   | Ruolo | Calciatore          |
| -- | ----------------- | ----- | ------------------- |
|    | Italia (bandiera) | P     | Dino Chiarpotto     |
|    | Italia (bandiera) | A     | Salvatore Giliberti |
|    | Italia (bandiera) |       | Vito Bertini        |
|    | Italia (bandiera) |       | Lino Cardella       |
|    | Italia (bandiera) |       | Di Marco            |
|    | Italia (bandiera) |       | Memoli              |
|    | Italia (bandiera) |       | Giacomo Messina     |
|    | Italia (bandiera) |       | Stefano Napoli      |
|    | Italia (bandiera) |       | Leonardo Scalabrino |
|    | Italia (bandiera) |       | Alagna              |

## Risultati

### Serie C (Lega Interregionale Sud)

#### Girone di andata
| Reggio Calabria 10 novembre 1946 1ª giornata | Reggina | 2 – 0 A tavolino | Drepanum | Stadio Comunale |

| Trapani 17 novembre 1946 2ª giornata | Drepanum | 0 – 0 | Messina | Campo Aula |

| Siracusa 24 novembre 1946 3ª giornata               | Comunale  | 1 – 1    | Drepanum | ? |
| \| \| \| \| \| Grimaldi \| Marcatori \| Pipitone \| |           |          |          |   |
|                                                     |           |          |          |   |
| Grimaldi                                            | Marcatori | Pipitone |          |   |

| Villa San Giovanni 8 dicembre 1946 4ª giornata   | Villese   | 2 – 0 | Drepanum | ? |
| \| \| \| \| \| Miceli Pizzuto \| Marcatori \| \| |           |       |          |   |
|                                                  |           |       |          |   |
| Miceli Pizzuto                                   | Marcatori |       |          |   |

| Trapani 15 dicembre 1946 5ª giornata | Drepanum | 0 – 0 | Catania | Campo Aula |

| Trapani 22 dicembre 1946 6ª giornata   | Drepanum  | 1 – 0 | Acireale | Campo Aula |
| \| \| \| \| \| Papi \| Marcatori \| \| |           |       |          |            |
|                                        |           |       |          |            |
| Papi                                   | Marcatori |       |          |            |

| Trapani 12 gennaio 1947 7ª giornata                         | Drepanum  | 1 – 2            | Crotone | Campo Aula |
| \| \| \| \| \| Li Causi \| Marcatori \| Rubino Riccobono \| |           |                  |         |            |
|                                                             |           |                  |         |            |
| Li Causi                                                    | Marcatori | Rubino Riccobono |         |            |

| Messina 19 gennaio 1947 8ª giornata                      | Giostra Messina | 3 – 0 | Drepanum | ? |
| \| \| \| \| \| Villani Scevola Sudati \| Marcatori \| \| |                 |       |          |   |
|                                                          |                 |       |          |   |
| Villani Scevola Sudati                                   | Marcatori       |       |          |   |

| Trapani 26 gennaio 1947 9ª giornata           | Drepanum  | 1 – 0 | Termini | Campo Aula |
| \| \| \| \| \| Li Causi ?’ \| Marcatori \| \| |           |       |         |            |
|                                               |           |       |         |            |
| Li Causi ?’                                   | Marcatori |       |         |            |

| Marsala 2 febbraio 1947 10ª giornata      | Marsala   | 1 – 0 | Drepanum | Stadio della Vittoria |
| \| \| \| \| \| Galassi \| Marcatori \| \| |           |       |          |                       |
|                                           |           |       |          |                       |
| Galassi                                   | Marcatori |       |          |                       |

#### Girone di ritorno
| Trapani 9 marzo 1947 11ª giornata                | Drepanum  | 1 – 1     | Reggina | Campo Aula |
| \| \| \| \| \| Papi \| Marcatori \| Bercarich \| |           |           |         |            |
|                                                  |           |           |         |            |
| Papi                                             | Marcatori | Bercarich |         |            |

| Arbitro: | Di Marco (Palermo) |

|                                             |           |          |
| Vecchina 7’ 59’ Pascoli 11’ Caltagirone 68’ | Marcatori | Pipitone |

| Trapani 23 marzo 1947 13ª giornata | Drepanum | 2 – 0 A tavolino | Comunale | Campo Aula |

| Trapani 30 marzo 1947 14ª giornata                        | Drepanum  | 1 – 1             | Villese | Campo Aula |
| \| \| \| \| \| Massa \| Marcatori \| ?’ (rig.) Moncada \| |           |                   |         |            |
|                                                           |           |                   |         |            |
| Massa                                                     | Marcatori | ?’ (rig.) Moncada |         |            |

| Catania 6 aprile 1947 15ª giornata | Catania | 2 – 0 A tavolino | Drepanum | Stadio Cibali |

| Acireale 13 aprile 1947 16ª giornata | Acireale | 2 – 0 A tavolino | Drepanum | ? |

| Crotone 4 maggio 1947 17ª giornata | Crotone | 2 – 0 A tavolino | Drepanum | ? |

| Trapani 11 maggio 1947 18ª giornata | Drepanum | 0 – 2 A tavolino | Giostra Messina | Campo Aula |

| Termini Imerese 18 maggio 1947 19ª giornata                         | Termini   | 2 – 1 | Drepanum | ? |
| \| \| \| \| \| Cardella ?’ (aut.) Giovenco \| Marcatori \| Massa \| |           |       |          |   |
|                                                                     |           |       |          |   |
| Cardella ?’ (aut.) Giovenco                                         | Marcatori | Massa |          |   |

| Trapani 25 maggio 1947 20ª giornata | Drepanum | 2 – 0 A tavolino | Marsala | Campo Aula |

### Coppa L.I.S.
| Marsala 3 novembre 1946                                 | Marsala   | 1 – 1         | Drepanum | Stadio della Vittoria |
| \| \| \| \| \| Galassi \| Marcatori \| Giannitrapani \| |           |               |          |                       |
|                                                         |           |               |          |                       |
| Galassi                                                 | Marcatori | Giannitrapani |          |                       |

| Trapani 1º dicembre 1946                                                               | Drepanum  | 4 – 1      | Termini | Campo Aula |
| \| \| \| \| \| Scalabrino Pipitone Papi Morano ?’ (rig.) \| Marcatori \| ?’ Naselli \| |           |            |         |            |
|                                                                                        |           |            |         |            |
| Scalabrino Pipitone Papi Morano ?’ (rig.)                                              | Marcatori | ?’ Naselli |         |            |

| Trapani 23 febbraio 1947                              | Drepanum  | 2 – 1   | Marsala | Campo Aula |
| \| \| \| \| \| Bonomo Papi \| Marcatori \| Riconda \| |           |         |         |            |
|                                                       |           |         |         |            |
| Bonomo Papi                                           | Marcatori | Riconda |         |            |

| Termini Imerese 8 giugno 1947 | Termini | – Non disputata | Drepanum |  |

## Statistiche

### Statistiche dei giocatori
| Giocatore     | Serie C  | Serie C | Coppa L.I.S. | Coppa L.I.S. | Totale   | Totale |
| Giocatore     | Presenze | Reti    | Presenze     | Reti         | Presenze | Reti   |
| ------------- | -------- | ------- | ------------ | ------------ | -------- | ------ |
| Alagna        | 0        | 0       | 1            | 0            | 1        | 0      |
| Bonazza       | 8        | 0       | 2            | 0            | 10       | 0      |
| Bonomo        | 14       | 0       | 2            | 1            | 16       | 1      |
| Cardella      | 7        | 0       | 0            | 0            | 7        | 0      |
| Chiarpotto    | 5        | -?      | 2            | -?           | 7        | -?     |
| Coccellato    | 11       | -?      | 1            | -?           | 12       | -?     |
| DiMarco       | 1        | 0       | 0            | 0            | 1        | 0      |
| Giannitrapani | 14       | 0       | 3            | 1            | 17       | 1      |
| Giliberti     | 9        | 0       | 1            | 0            | 10       | 0      |
| LiCausi       | 14       | 2       | 2            | 0            | 16       | 2      |
| Lombardo      | 6        | 0       | 2            | 0            | 8        | 0      |
| Massa         | 13       | 2       | 2            | 0            | 15       | 2      |
| Memoli        | 2        | 0       | 1            | 0            | 3        | 0      |
| Messina       | 3        | 0       | 0            | 0            | 3        | 0      |
| Morano        | 16       | 0       | 3            | 1            | 19       | 1      |
| Napoli        | 2        | 0       | 1            | 0            | 3        | 0      |
| Papi          | 15       | 2       | 3            | 2            | 18       | 4      |
| Pipitone      | 16       | 2       | 2            | 1            | 18       | 3      |
| Scalabrino    | 3        | 0       | 2            | 1            | 5        | 1      |
| Torre         | 16       | 0       | 3            | 0            | 19       | 0      |